# Safidia isabella
Safidia isabella är en fjärilsart som beskrevs av Max Wilhelm Karl Draudt 1940. Safidia isabella ingår i släktet Safidia och familjen nattflyn. Inga underarter finns listade.